# Grégory Turpin
Pour les articles homonymes, voir Turpin.
Grégory Turpin est un chanteur français , auteur, animateur radio, éditeur et producteur français né le 3 juillet 1980 à Saint-Girons en Ariège,. Il participe à l'essor de la musique chrétienne contemporaine avec six albums (Testament en 2007, Attache-moi en 2010, Mes racines en 2014, Changer de vie en 2016, En Son Nom en 2020 et Album XII en 2023).

## Biographie
Grégory Turpin est né dans une famille ariégeoise en 1980, ses deux parents sont alors commerçants à Castillon-en-Couserans. Il commence la musique à l'âge de douze ans en prenant des cours de guitare.
À l'âge de 15 ans, il découvre la foi ce qui le pousse après un long cheminement à entrer au Carmel de Montpellier en septembre 1998.
Il y reste un an complet, mais doit s'éloigner de la vie monastique à la suite d'ennuis de santé. Pour gagner sa vie, il commence à se produire dans des bars de Toulouse et obtient rapidement un grand succès dans le monde de la nuit de cette ville,,.
Durant un an environ, Grégory s'éloigne de la religion, il commence à consommer de la drogue, et fait 3 tentatives de suicide. Il se retrouve dans un hôpital psychiatrique après la troisième. Puis, il décide de changer de vie et de retrouver le Seigneur,.
Grégory Turpin met depuis 2005 son talent artistique au service des autres. Plusieurs initiatives naitront en collaboration avec la jeunesse dans de nombreuses villes de France, comme par exemple la création d’une comédie musicale à Châlons-en-Champagne en 2007. Cette comédie musicale « Un Lys dans les épines », fait travailler ensemble 70 jeunes de tous horizons afin de raconter en musique l’histoire de la Basilique Notre-Dame de l'Épine. Elle sera vue par 3 000 personnes.
Parallèlement, il participe à deux albums collectifs en compagnie de Sœur Laetitia, puis compose son premier album « Testament » qui parait en 2007. À partir de 2008, Grégory Turpin s’installe à Paris pour se rapprocher du milieu artistique et toucher un public plus large. Il compose alors son deuxième album solo « Attache-moi » qui aura un large retentissement dans le milieu de la musique chrétienne.
Grégory Turpin revient sur son passé dans un livre intitulé Clair Obscur publié en 2012. Il y témoigne à la fois de sa conversion, de son passage au Carmel, de son addiction à la drogue et de la manière dont il s'en est sorti.

## Carrière musicale

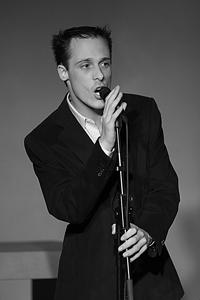
Grégory Turpin en concert en 2007.

Grégory Turpin ne dissocie pas sa carrière musicale de son engagement spirituel mais il ne se définit pas comme un chanteur confessionnel.
Son premier album « Testament », paru en 2007, est sa première occasion de déployer son univers pop-rock sophistiqué qui met en valeur les paroles riches en mysticisme de Sœur Marie du Saint Esprit. Il se risque à écrire les textes de certaines de ses chansons pour l’album suivant « Attache-moi » (2009) qui livre un regard décalé sur la société contemporaine et ses névroses.
En 2011, il enregistre un duo avec Nourith qu’il connaît depuis les années de la comédie musicale Les Dix Commandements. Ce single, intitulé « Yerushalayim » et chanté en hébreu, célèbre la proximité entre les religions juives et chrétienne et appelle à la paix en Terre-Sainte.
En 2012, Grégory Turpin est à l'origine, avec Roberto Ciurleo, d'un projet inspiré des plus beaux poèmes de Sainte Thérèse de Lisieux. Il collabore avec Grégoire qui compose les titres de l'album. Grégory Turpin enregistre toutes les maquettes et va les présenter à TF1 Musique. L'album Thérèse, vivre d'amour est sorti le 22 avril 2013. Grégory Turpin y interprète trois titres dont Ma seule paix en duo avec Natasha St-Pier et A mes petits frères avec des chœurs chantés par les Petits Chanteurs à la Croix de bois. L'album est certifié disque de platine (plus de 100 000 albums vendus) dès sa sortie. En juillet 2014, il signe chez Universal et sort un premier album de Noël intitulé "Mes Racines" en décembre 2014. Il y reprend les plus beaux chants chrétiens d'hier et d'aujourd'hui (Chants de Noël, gospel...). Il s'est produit sur la mythique scène de l'Olympia le 6 juin 2015. Cela faisait plus de 50 ans qu'un artiste chrétien, le père aimé Duval y avait chanté. Il participe aussi au spectacle musical Malkah (créé par Éric Libault), joué au Palais des Congrès de Paris les 10 et 11 janvier, les 24 et 25 mai 2015 et le 21 mai 2017.
En 2016, il collabore avec Philippe Uminski pour la réalisation de l'album Changer de vie qui sort le 3 juin. Ce disque réunit onze chansons inédites dont trois composées par Grégoire. L'album connaît un grand succès avec 5624 exemplaires vendus la première semaine selon les chiffres d'Universal, ce qui aurait dû correspondre à la 8e position dans le Top10. Pourtant, dans le classement officiel du SNEP, qui fait référence, il n'apparaît qu'à la 113e place. L'écart s'explique par le fait que le SNEP ne prend pas en considération les réseaux de diffusion chrétiens comme La Procure ou Bayard. Le chanteur, avec le soutien d'Universal, a pressé le SNEP de corriger l'anomalie,.
Parallèlement à cette activité, il chante lors de mariages de nombreuses célébrités,.
En parallèle de sa carrière solo, Grégory Turpin a réalisé plusieurs collaborations artistiques notables. En 2023, il enregistre un duo avec Sœur Cristina intitulé Pose ta main. Il partage la scène de La Cigale avec le groupe Hopen pour le titre Le crayon du vieux. Il enregistre également le morceau Relève-moi avec les Petits Chanteurs à la Croix de Bois.

## Engagement caritatif

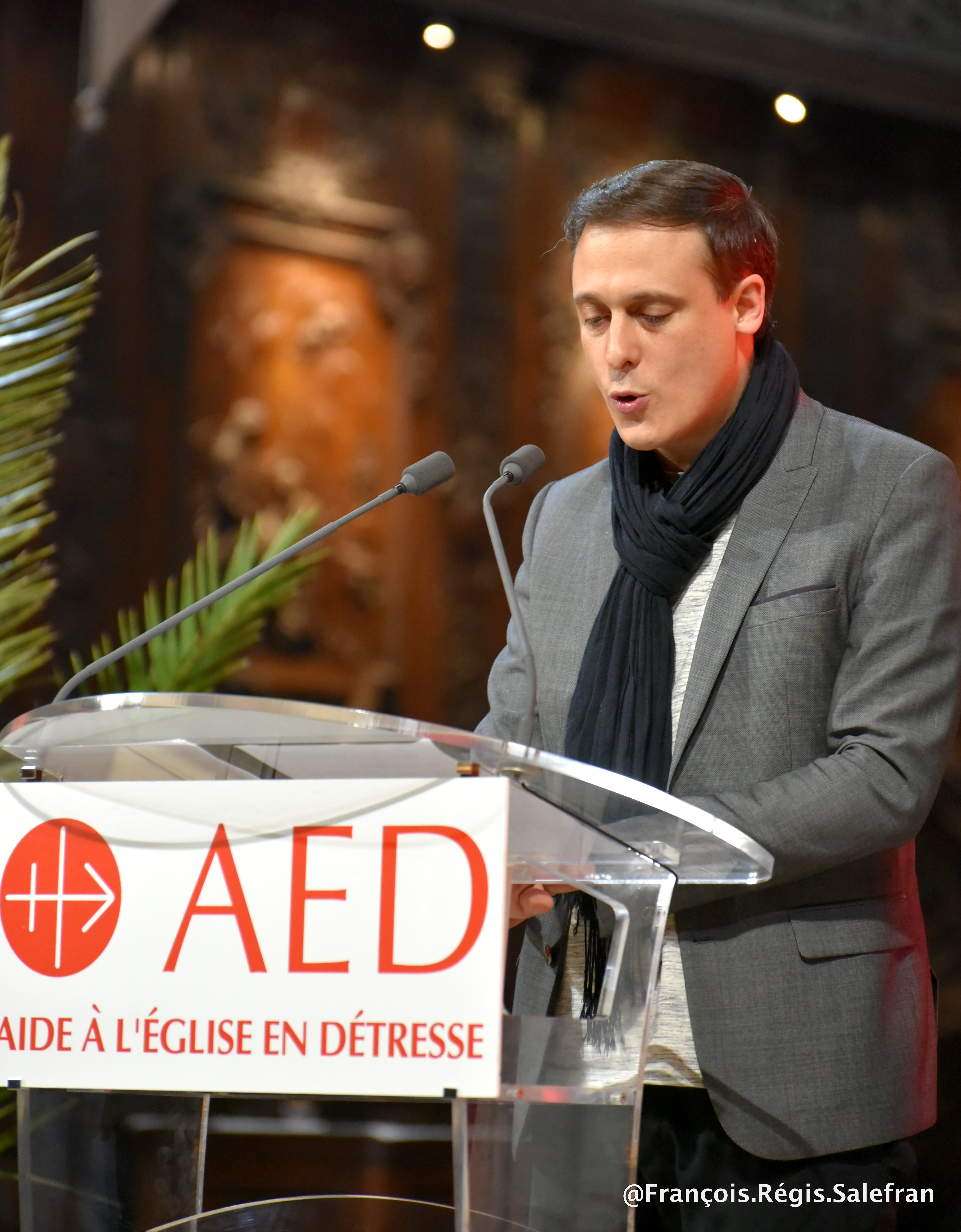
Grégory Turpin lors de la 11ème Nuit des Témoins d'Aide à l'Église en Détresse à Paris.

En février 2013, il invite Grégoire et Natasha St-Pier à se produire avec lui lors du gala du Fonds de Dotation Sœur Marguerite dont il est le parrain.
En mars 2015, il part en Irak, dans le cadre de l'association Fraternité en Irak, qui lui organise une tournée de cinq concerts pour les réfugiés irakiens, victimes de Daesh, il y retourne en décembre pour les fêtes de Noël,,. Le 27 novembre 2016, il donne deux concerts au Trianon (Paris) au profit de Fraternité en Irak et en présence de l'archevêque de Bassorah, Mgr Habib Al-Naufali afin de construire une école dans cette ville,.
Il parraine depuis septembre 2015 la nouvelle plateforme de financement participatif projets-rosalie.com lancée par le Fonds de dotation Rosalie Rendu, pour financer des projets portés par les Filles de la charité de Saint Vincent de Paul en faveur des pauvres, partout à travers le monde.
Depuis 2016, il fait part de son expérience devant des jeunes en intervenant dans des écoles. Il est notamment passé en 2017 dans le lycée Notre-Dame les Oiseaux pour y livrer son témoignage.
En 2018, avec Natasha St-Pier, il donne en avant-première un concert avec des chansons inédites de Thérèse de Lisieux – Aimer c’est tout donner en direct sur KTO à Paray-le-Monial pour le bénéfice de l'Office chrétien des personnes handicapées dans le cadre de la session d'été de la communauté de l'Emmanuel.
L'année 2019 marque son engagement comme producteur et porte-parole des Petits Chanteurs à la Croix de Bois dont il produit le nouveau disque Comme un Chant d'Espérance, avec lesquels il enregistre également.
Grégory Turpin est coorganisateur et programmateur du Jesus Festival, un événement musical chrétien d’envergure organisé en France, rassemblant des artistes francophones et internationaux.
Il continue par ailleurs de s’impliquer dans des concerts solidaires, notamment en faveur des chrétiens d’Orient.

### Éditions
Grégory Turpin est directeur associé des Éditions Salvator depuis 2023, à la suite de leur rachat par le groupe Première Partie, qu’il codirige également.

## Discographie
- 2005 : Album Petite Thérèse, Witness production
- 2007 : Album En toute intimité, AVM diffusion
- 2007 : Album Testament (1er album solo)
- 2009 : Album Attache-moi, Label Première Partie (2e album solo)
- 2013 : Album Thérèse, Vivre d'amour, TF1 Music (3 titres)
- 2014 : Album Mes racines (3e album solo, 14 titres)
- 2016 : Album Changer de vie (4e album solo, 11 titres)
- 2020 : Album En Son Nom (5e album solo, 25 titres)
- 2023 : Album XII (6e album solo, 14 titres)

## Ouvrages
- Clair Obscur, itinéraire d'un artiste en quête d'absolu, aux éditions Première Partie, novembre 2012[8]
- Vivre d'amour, collaborateur principal, aux Éditions Michel Lafon, juin 2013[36]
- Engage-toi, aux éditions du Cerf, mai 2016.
- Chanter pour Dieu, aux éditions Le Passeur, 211 p., mai 2017.
- Petit guide pour une vie transformée, aux éditions Première Partie, 222 p., février 2018.
- Ce que j'ai découvert sur le Père, aux éditions Première Partie, mai 2021.